# プロキオン
プロキオン（Procyon）は、こいぬ座α星、こいぬ座で最も明るい恒星で全天21の1等星の1つ。おおいぬ座のシリウス、オリオン座のベテルギウスともに、冬の大三角を形成している。また、冬のダイヤモンドを形成する恒星の1つでもある。

## 特徴
| 太陽 | プロキオンA |
| ---- | ----------- |
| 太陽 | Exoplanet   |

薄黄色の恒星で、距離は11.46光年と太陽系に非常に近い。実視連星だが、伴星が白色矮星であまりにも暗いため小望遠鏡では分離できない。主星と伴星は、太陽系から観測した角距離にして4.31秒角離れた軌道を、離心率0.40の楕円軌道で40.8年かけて公転している。
主星のプロキオンAは、同様に白色矮星の伴星を連れているシリウスと比較するとやや低温 (6,650K) で、一回り大きい（プロキオンの半径は太陽の2.048倍、シリウスは1.68倍）。温度の割に明るい（半径の大きい）恒星であり、主系列星から準巨星へ変化しつつあると考えられている。
主星プロキオンAの年齢27億年に対し、伴星のプロキオンBは13.7億年前に白色矮星に変化したと推定されている。その差約13億年が、核融合で輝く恒星としてプロキオンBが過ごした寿命に相当する。このことから白色矮星になる前のプロキオンBはおよそ1.9〜2.1太陽質量の恒星だったと見積もられている。なお現在のプロキオンBの質量は0.59太陽質量だがこれは恒星としての寿命末期に質量の放出が起きるためである。

### 将来の姿
0.1 〜 1億年以内にはプロキオンは赤色巨星へと進化すると思われる。この段階では、水素の核融合反応により生じたヘリウムが中心核にたまっており、水素の核融合はその周囲で継続しているが、ヘリウムの芯は大きな密度と重力で圧縮されて温度が1億度にも達し、それまで水素の核融合で生じた「灰」であったヘリウムの核融合が始まる為だと思われる。それに従って星の外層は膨張し、大きさは現在の80 - 150倍（半径 0.7 - 1.3 AU）に達する。一方で表面温度は低下するので、赤っぽく見えるようになる。
ヘリウムの核融合は炭素や酸素の原子核を生成するが、プロキオンは質量が小さいため（太陽の1.5倍程度）、それらが核融合を起こす温度には至らず、外層部の水素を大量に放出して惑星状星雲を形成し、残された中心核は白色矮星となって一生を終えると考えられる。

## 伴星の発見
プロキオンBはあまりにも暗いため、その存在が示唆されてから実際に姿が観測されるまで半世紀以上の歳月を要した。プロキオンの伴星は1844年にフリードリヒ・ヴィルヘルム・ベッセルによってシリウスの伴星と共に提唱された。シリウスと同様に、プロキオンの運動に影響を与える伴星が存在する可能性があるとされた。ベッセルは1840年頃には既にプロキオンに不可視の伴星が存在するというアイデアを持っていたが、論文として正式な形で世に出たのは1844年である。
プロキオンBは当時の技術では視認不可能であり、さらにシリウスと比べて主星の運動に与える影響が小さいため、実在するかどうかすぐにははっきりとしなかった。ベッセルの仮説は1862年のアルトゥル・アウヴェルスによる詳しい研究で確実なものとみなされるようになったが、この時点でもまだ伴星は視認されていない。
プロキオンBの姿を捉えたとする最初の確実な報告は1896年で、リック天文台の36インチ望遠鏡を用い観測を行ったジョン・マーチン・シェバーリによるものである。なおシェバーリ以前にも伴星を発見したという報告があったものの、シェバーリ以降に観測されている伴星と軌道が一致せず、誤りだと考えられている。

## 名称
学名は α Canis Minoris (略称は α CMi) 。固有名のプロキオン (Procyon) は、ギリシア語の Προκύων をラテン語表記したもので、「犬に先立つもの」を意味する。これは、“犬” Κύων と呼ばれたシリウスが東の地平線から昇ってくる少し前に、プロキオンが姿を現すことに由来する。2016年6月30日に国際天文学連合の恒星の命名に関するワーキンググループ (Working Group on Star Names, WGSN) は、Procyon をこいぬ座α星Aの固有名として承認した。

### さまざまな文明圏での名称
- ギリシャでは「プロキュオーン[注 4]」 Προκύων Prokyōn （“犬の前のもの”）と呼ばれた。この名前はホメーロスやヘーシオドスには見られず、紀元前4世紀末～3世紀中頃のアラートスによる天文詩『パイノメナ』に現れる[14][注 5]。ただし、プロキュオーンはこの星を指すだけでなく、現在のこいぬ座にあたる星座の名前でもあるので[15]、どちらを指しているのか（あるいは特に区別はしていないのか）、注意する必要がある。

数理天文学の基礎となったプトレマイオスの『アルマゲスト』（紀元後2世紀）の恒星表では、現在のこいぬ座に当たる星座を「プロキュオーン座」と呼び、その第２星（＝ こいぬ座 α星）について「（犬の体の）後部にある明るい星、《プロキュオーン》と呼ばれるもの」と述べている。
- ローマ（ローマ時代のラテン語世界）では、ギリシャ語の Προκύων をそのままラテン語に取り入れ、「プロキュオーン[注 9]」 Procyōn と呼んだ[注 10]。ラテン語に訳した「アンテ・カネム」Ante Canem [注 11]という表現がキケローによるアラートス『パイノメナ』のラテン語訳に見られ[注 12]、ラテン語辞典でも “Ante Canem” あるいは “Antecanem” として掲載されているが[注 13]、他にも用例があるのかは不明。

ギリシャと同じく、ローマでも「プロキュオーン」は星座も単一の星（プロキオン）も指した。
- アラビアでは「アッ゠シアラー[注 15]・アル゠グマイサー」  الشعرى الغميصاء DMG: aš-šiʿrā al-ġumayṣāʾ / ALA-LC: al-shiʿrā al-ghumayṣāʾ（“ただれ目のシアラー”[注 16]）、あるいは「アッ゠シアラー・アッ゠シャアーミヤ」  الشعرى الشآمية aš-šiʿrā aš-šaʾāmiya / al-shiʿrā al-shaʾāmiya[注 17]（“北のシアラー”）と呼ばれている[16]。

また、単に「アル゠グマイサー」とも呼ばれる。これと同じ語根の「アル゠ガムサー」الغمصاء al-ġamṣāʾ / 'al-ghamṣāʾ および「アル゠ガムース」الغموص al-ġamūṣ /al-ghamūṣ  という呼び名も伝えられている。
「シアラー」は古いアラビアの呼称で、意味は不明である。おおいぬ座のシリウスも「シアラー」と呼ばれるが、おそらく、「シリウス」が由来するギリシャ語名「セイリオス」Σείριος Seirios（これも意味不明）と語源的な関係がある。
『アルマゲスト』のアラビア語訳（9世紀）では、2系統ある翻訳（ハッジャージュ版とイスハーク-サービト版）のいずれにも、これらのアラビア伝統の呼び名が示されている。イスハーク-サービト版ではギリシャ語の「プロキュオーン」を音写した「ブルークウーン」 بروقوون  burūquwūn があるが、ハッジャージュ版にはない。
恒星に関する知識の集大成で、その後に大きな影響を与えたスーフィーの『星座の書』（10世紀）では、「小犬座」 の恒星表に「（犬の体の）後部にある明るい星、それは《アッ゠シアラー・アッ゠シャアーミヤ・ワル゠グマイサー》である」と書かれている。
- ヨーロッパでは、11世紀頃から、共通学術語であったラテン語による天文関係のいろいろな写本に、アラビア名の「アル゠グマイサー」が、algomeisa, algomeiza, algomeysa, algomeyza などの綴りで出てきている[20]。

12世紀につくられた『アルマゲスト』のラテン語訳では、ギリシャに由来する prochion の他に、アラビアに由来する ascere ascemie algomeisa が挙げられている。
広く普及した『アルフォンソ表』 Tabulae alphonsinae は版によって内容が多少異なるが、1492年版および1518年版では、ギリシャ系の名前が  Prochion, アラビア系の名前が  Aschere Aschemie et Algomeysa となっている。
コペルニクスの『天球回転論』（1543年）の恒星表では、ギリシャ系の名前がギリシャ文字で προκυνον （プロキュノン）と書かれていて、さらに Canicula というラテン語の名前が挙げられている。アラビア系の名前は言及されていない。
ケプラーが出版したテュコ・ブラーエの『プロギュムナスマタ』（1602年）の恒星表では、ギリシャ名が Procyon という現代と同じ綴りで現れている。 ここでもアラビア名はない。ケプラー自身の著作『ルードルフ表』（1627年）に収められた拡張版のテュコの恒星表でも同じである。
バイアーの『ウラノメトリア』（1603年）では、Procyon の他に、アラビアに由来する名前が Algomeiza, Aschere, Aschemie と分解されて登場し、さらに Kelbelazguar という名も出てきていて、これらすべてが、特に区別はされずに、この順に並べられている。
18世紀のフラムスティードの「ブリタンニア恒星表」（1725年）では、Procyon だけで、アラビアに由来する名前はない。この星表はラランドの『天体位置表 第8巻：1785年-1792年』（1783年）にも収録された。
19世紀初頭のボーデによる詳細な星図『ウラノグラフィア』（1801年）には、Prokyon と Algomeisa が併記されている。版を重ねた『星空の知識への手引き』の第7版（1801年）でも、両方が挙げられている。しかし、『ウラノグラフィア』の解説書でもある『天体の一般的な記述と教示、および17240個の星・二重星・星雲・星団の赤経と赤緯の一覧』（1801年）では Procyon のみが挙げられていて、Algomeisa は言及されていない。
ボーデと同時代のピアッツィは、『19世紀初頭での主な恒星の平均位置』（「パレルモ星表」、1814年）において、こいぬ座 α 星の名前 Algomeisa から定冠詞 al- を取り去った GOMEISA という名前を、こいぬ座 β 星に与えた。この星表には、伝統を無視した、このような恣意的な名付けがたくさんあり、無用の混乱をもたらしたが、それがそのまま無批判に受け継がれて広まり、今日に至っている。
- 日本では、島根県地方で「色白 (いろしろ) 」と呼ばれる[11]。これに対してシリウスは「南の色白」と呼ばれている[11]。